# Суворов, Александр Иванович (1908—1939)
Алекса́ндр Ива́нович Суво́ров (10 [23] ноября 1908, Пинюг, Вологодская губерния — 24 августа 1939, Монголия) — старший политрук Рабоче-крестьянской Красной Армии, участник боёв на реке Халхин-Гол, Герой Советского Союза (1939).

## Биография
Александр Суворов родился 10 (23) ноября 1908 года в посёлке Пинюг Никольского уезда (ныне — в Подосиновском районе Кировской области). Отец Иоанн Суворов, слесарь депо станции Пинюг, мать Анисия Дмитриева, домохозяйка. С 1916 по 1922 года учился в железнодорожной школе при посёлке. Окончил школу ФЗУ (1924), работал слесарем депо на станции Пинюг (1924—1927) и станции Котлас (1927—1930).
В ноябре 1930 года призван в ряды Красной Армии. После окончания полковой школы радистов назначен младшим командиром радиоотделения (с мая 1931 года). Окончил Ленинградскую военную школу связи (1933). С 1933 года командир взвода роты связи 6-го механизированного полка в Забайкальском военном округе. С 1935 года начальник связи танкового батальона. С 1937 года командир батальона 6-й танковой бригады. В декабре 1938 года направлен на курсы политсостава при Московском военно-политическом училище имени В. И. Ленина. По окончании курсов (1939) присвоено звание старшего политрука и назначение на должность комиссара танкового батальона 6-й легкой танковой бригады 1-й армейской группы.

## Подвиг
С 18 июня 1939 года участвовал в конфликте на реке Халхин-Гол. В боях 20—24 августа 1939 года вместе со своим экипажем уничтожил 4 противотанковых орудия, 6 пулемётов, артиллерийскую батарею противника. Погиб 24 августа 1939 года.
Указом Президиума Верховного Совета СССР от 17 ноября 1939 года Александру Ивановичу Суворову было присвоено звание Героя Советского Союза посмертно.

## Память
Именем Суворова Александра Ивановича названа улица в пгт Пинюг, где он родился и жил. Установлены мемориальные доски в Котласе и на железнодорожном вокзале станции Пинюг.